# Arctostaphylocoris
Arctostaphylocoris is een geslacht van wantsen uit de familie van de Miridae (Blindwantsen). Het geslacht werd voor het eerst wetenschappelijk beschreven door Schuh & Schwartz in 2004.

## Soorten
Het genus bevat de volgende soorten:

- Arctostaphylocoris arizonensis (Schuh & Schwartz, 2004)
- Arctostaphylocoris manzanitae (Knight, 1964)